# Party Radio Japan
『Party Radio Japan®』（パーティー・レディオ・ジャパン）は、2019年7月6日からinterfmで放送されているラジオ番組。
本番組のタイトルは、日本において商標登録されている。

## 概要
最新の洋楽ヒットや過去の名曲を、アメリカのラジオテイストのノンストップミックスでオンエアする音楽番組。ラジオ放送コンサルティングの Hit Music Media, Tokyo が制作を担当し、アメリカにて放送賞受賞歴も持つラジオDJ・Dwayne Wayne が選曲からプロデュースまですべて手掛ける。
本番組は会員サイトを設けており、メンバー登録すると過去の放送回をすべて無料で聴くことが可能になる。

## 出演者

### 出演中のメンバー
- Dwayne Wayne（2019年7月6日 - ）
- Maya（2022年3月12日 - ）

### 途中までの出演メンバー
- Monique（2019年7月6日 - 2022年3月5日）

## 放送時間
以下の時間は日本標準時に基づく。
- 土曜 18:00 - 19:00（2019年7月6日 - 2022年9月24日）
- 土曜 12:00 - 13:00（2022年10月1日 - ）